# Koninginnedag 2005

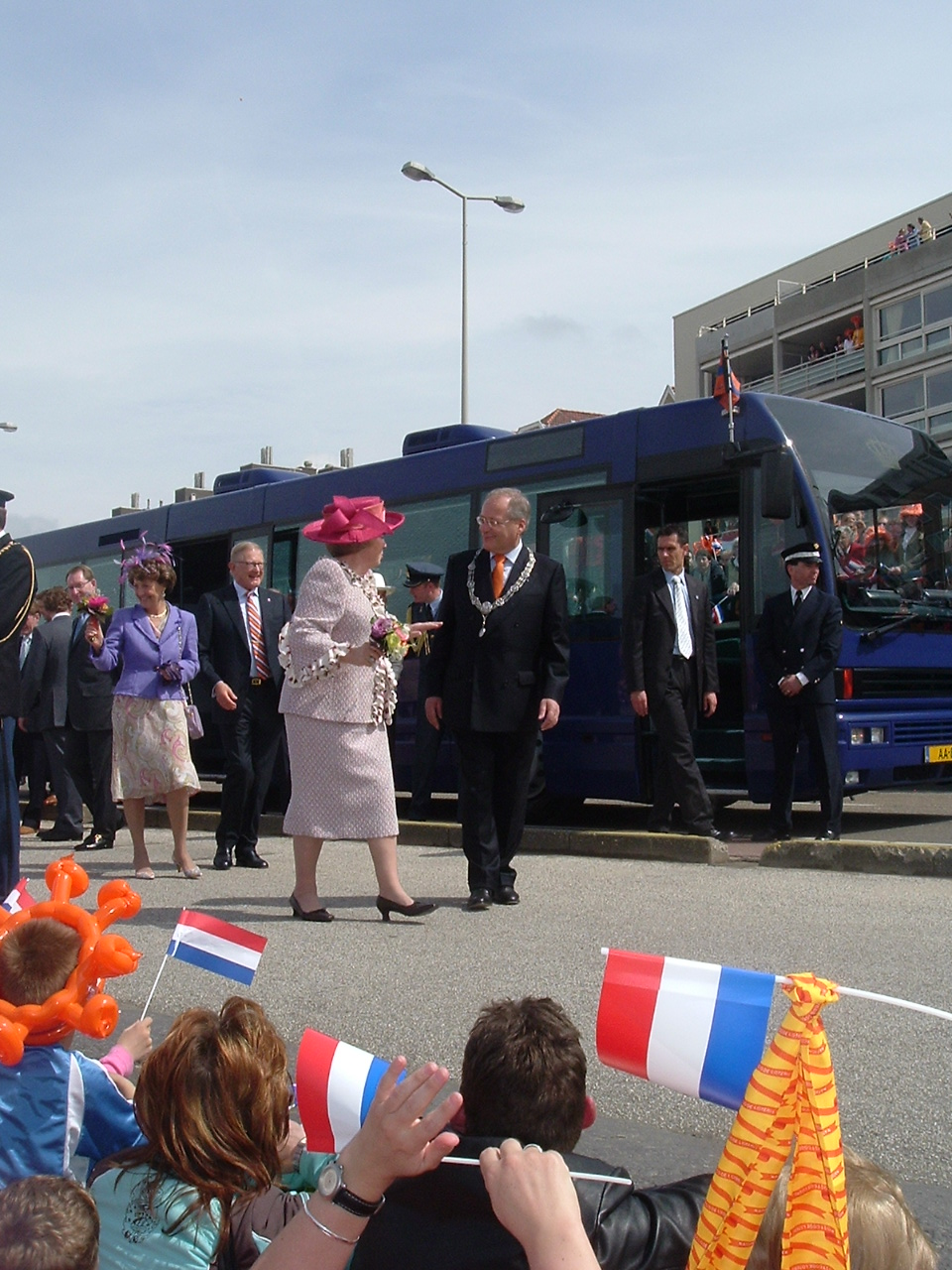
H.M. Koningin Beatrix en de burgemeester van Den Haag tijdens het bezoek aan Scheveningen

Koninginnedag 2005 stond in het teken van het zilveren jubileum van koningin Beatrix. Overal in het Koninkrijk der Nederlanden werd dit op eigen wijze gevierd.
De koningin bezocht samen met een groot deel van de koninklijke familie de plaatsen Den Haag en Scheveningen op 30 april. Later is ze eveneens op een driedaagse reis naar de Nederlandse Antillen geweest; de inwoners van de Nederlandse Antillen vonden dat de koningin niet vaak genoeg langskwam. De koningin is onder andere op Curaçao geweest tijdens haar verblijf op de Antillen.